# Betzy Madrid
Betzy Del Carmen Madrid es una modelo panameña y campeona de concursos de belleza, el 9 de agosto de 2013 ganó el título de Miss Panamá Internacional 2013.

## Biografía
representó a la región de Panamá Centro en el certamen Bellezas Panamá 2013, Madrid representó a su país Panamá en el certamen de belleza Miss Internacional 2013, que se llevó a cabo el 17 de diciembre de 2013, en Shinagawa Prince Hotel Hall, Tokio, Japón.